# 박종효
박종효(朴鍾孝, 1969년 9월 23일~)는 대한민국의 정치인, 제13대 남동구청장(2022. 7.~, 민선 8기)이다.
1969년 충청남도 당진 출생으로, 1978년 인천으로 올라왔다. 학사장교(중위 전역)로 군복무를 마쳤다. 국회에서 10년 이상 근무하였으며, 이윤성 국회부의장 보좌관과 유정복 인천시장 비서실장으로 일했다.
2022년 6월 제8회 전국동시지방선거 인천 남동구청장 선거에 국민의힘 후보로 출마했으며 51.04%의 득표율로 당선되었다.

## 학력
- 부평남초등학교
- 부평서중학교
- 선인고등학교
- 인하대학교 행정학과[1]

## 경력
- 1997~1999: 인천의제21 실천협의회 사무처장
- 1999. 8.~2000. 5. 국회 이윤성 의원실 인턴
- 2000. 6.~2001. 4. 국회 이윤성 의원실 비서
- 2001. 5.~2005. 3  국회 이윤성 의원실 비서관
- 2005. 3.~2012. 5. 국회 이윤성 의원실 보좌관
- 2013. 4.~2014. 7. 국회 이학재 의원실 비서관
- 2014. 7.~2018. 3. 인천광역시청 행정관리국 총무과 비서실장
- 2018. 8.~2019. 5. 국회 민경욱 의원실 보좌관
- 2022. 5. 제6회 전국동시지방선거 국민의힘 인천광역시 남동구 구청장 후보
- 2022. 7.~ 제13대(민선 8기) 인천광역시 남동구청장
- 2023. 2.~2024. 6. 대한민국 시장군수구청장협의회 복지분권 분과위원회 분과위원

## 전과
- 도로교통법위반: 벌금 1,500,000원 - 2002년 3월 25일 선고[4]
- 공직선거및선거부정방지법위반: 벌금 4,000,000원 - 2002년 10월 25일 선고[4]

## 역대 선거 결과
| 실시년도 | 선거      | 대수 | 직책   | 선거구      | 정당     | 득표수     | 득표율          | 순위 | 당락 | 비고           |
| -------- | --------- | ---- | ------ | ----------- | -------- | ---------- | --------------- | ---- | ---- | -------------- |
| 2022년   | 지방 선거 | 13대 | 구청장 | 인천 남동구 | 국민의힘 | 106,528 표 | \| \| 51.04% \| | 1위  |      | 초선, 민선 8기 |
|          | 51.04%    |      |        |             |          |            |                 |      |      |                |